# Wasbüttel
Wasbüttel é um município da Alemanha localizado no distrito de Gifhorn, estado da Baixa Saxônia.
Pertence ao Samtgemeinde de Isenbüttel.